# Senales
Senales (en allemand, Schnals) est une commune italienne d'environ 1 200 habitants située dans la province autonome de Bolzano dans la région du Trentin-Haut-Adige dans le nord-est de l'Italie. C'est sur le territoire de la commune que furent trouvés en 1991 les restes momifiés d'Ötzi.

## Géographie

### Communes limitrophes
Les communes limitrophes sont  Castelbello-Ciardes, Laces, Malles Venosta, Moso in Passiria, Naturno, Parcines, Silandro et Sölden.

### Hameaux
Les frazioni de Senales sont Certosa/Karthaus (siège communal), Madonna/Unser Frau, Maso Corto/Kurzras, Monte Santa Caterina/Katharinaberg et Vernago/Vernagt.

## Administration
| Période                                  | Période    | Identité             | Étiquette | Qualité |
| ---------------------------------------- | ---------- | -------------------- | --------- | ------- |
| 2005                                     | 2010       | Hubert Josef Variola | SVP       |         |
| 2010                                     | 9 mai 2015 | Karl Josef Rainer    | SVP       |         |
| 10 mai 2015                              | 2020       | Karl Josef Rainer    | SVP       |         |
| Les données manquantes sont à compléter. |            |                      |           |         |